# Boscos mixtos de Manxúria
Els boscos mixtos de Manxúria són una ecoregió de l'ecozona paleàrtica, definida pel WWF (codi d'ecorregió: PA0426), situat a l'est d'Àsia, al punt on conflueixen les fronteres de Corea, Xina i Rússia.

## Territori
Aquesta regió de muntanyes i tossals baixos, al nord-est de la Xina, acull un dels ecosistemes forestals més diversos del nord-est asiàtic. Hi ha dues ecoregions:
Els boscos mixtos de Manxúria ocupen les zones muntanyoses inferiors que s'estenen al nord de la part septentrional de la península Coreana, passant per les províncies xineses de Jilin i Liaoning i, encara més, fins a Heilongjiang i la regió del riu Amur de l'Extrem Orient rus. Aquesta ecoregió envolta les àmplies valls fluvials del nord-est de la Xina, els vessants orientals de la cadena del Gran Khingan, els vessants sud i occidental del Petit Khingan i l'extensa regió muntanyosa de les muntanyes Changbai a la base de la península Coreana.
Els boscos mixts de les muntanyes de Changbai inclouen les regions de muntanya més altes de la cadena, on els boscos són dominats per coníferes i el paisatge inclou prats alpins i vessants rocosos.
El clima d'aquesta ecoregió està determinat per les influències continentals de l'Àsia interna, predominant durant l'hivern, i pels monsons procedents del Pacífic occidental, que porten pluges sobre la zona durant l'estiu. Els hiverns són llargs, freds i relativament secs, i les temperatures mitjanes de gener oscil·len entre els -15 i els -20 °C. A tota la regió, de mitjana, cau entre 500 i 1000 mm de pluja anual, concentrada principalment a l'estiu i la tardor.

## Flora
En comparació amb els boscos caducifolis del sud, els boscos mixtos de Manxúria es caracteritzen per un nombre més gran de coníferes, donat el clima hivernal més rígid que caracteritza aquesta ecoregió. Els boscos d'entre 500 i 1000 m d'altitud inclouen espècies de coníferes i de fulla ampla. Entre les coníferes recordem el pi coreà (Pinus koraiensis), una espècie amb un tronc recte que pot arribar als 35-40 m d'altura, l'avet de Manxúria (Abies holophylla) i l'avet siberià (Picea obovata). P. obovata és un parent proper de P. abies, una espècie àmpliament distribuïda per tot el nord d'Euràsia. Entre les latifòlies hi ha roures (Quercus mongolica), freixes (Fraxinus mandshurica), til·lers (Tilia amurensis), bedolls (Betula schmidtii), oms (Ulmus laciniata), aurons (Acer spp.) i nous (Juglans mandshurica). Entre els arbusts hi ha l'avellaner japonès (Corylus sieboldiana) i, a les zones baixes del sector meridional de l'ecoregió, la Lespedeza bicolor.
Els boscos del vessant oriental del Gran Khingan tenen una composició diferent. Entre les espècies latifòlies presents aquí hi ha els bedolls (Betula platyphylla), els pollancres (Populus spp.), Els salzes (Salix rorida) i els roures de Mongòlia (Quercus mongolica). Els boscos de coníferes, dominats pel pi silvestre (Pinus sylvestris), es desenvolupen en llocs caracteritzats per un sòl més sorrenc.
Entre les espècies que creixen al sòl forestal esmenten el ginseng (Panax ginseng), una planta medicinal molt popular, actualment molt rara, i moltes altres herbàcies, com Oxalis acetosella, Phryma leptostachya, Thalictrum filamentosum, Adiantum pedatum, Asarum sieboldii, Polystichum tripteron, Oplopanax elatus i Kalopanax septemlobus. A principis del segle xx, el ginseng Panax creixia al nord-est de la Xina i a les zones del nord de la península Coreana. No va ser infreqüent el sotabosc de boscos de coníferes a l'eco-regió mixta de boscos de Manxúria. El seu hàbitat principal eren els boscos mixtes de coníferes (Pinus koraiensis, Abies holophylla) i frondoses caducifòlies (Quercus mongolica, Tilia mandshurica). En les últimes dècades, però, aquesta planta ha disminuït significativament en nombre a causa de la indústria de la fusta, els incendis i la recollida de les seves arrels amb finalitats medicinals. Avui P. ginseng ha desaparegut probablement tant a la Manxúria xinesa com a la península de Corea, però encara perviu als boscos del territori costaner a l'Extrem Orient de Rússia. Calen mesures urgents per restaurar aquesta espècie econòmicament important i preservar el seu potencial genètic.

## Fauna
En aquesta ecoregió viuen quatre espècies de mamífers que s'han fet extremadament rares a la Xina: el tigre siberià (Panthera tigris altaica), el sable (Martes zibellina), el sika (Cervus nippon) i el lleopard (Panthera pardus).
En el passat, els tigres siberians es van estendre des de l'Extrem Orient Rus, passant per Manxúria, fins a la part sud de la península Coreana. Tot i que s'han capturat molts exemplars a la península coreana durant les primeres dècades del segle xx, l'última captura d'un tigre a Corea del Sud data del 1922, i avui en dia l'espècie ha desaparegut amb certesa d'aquest país. Es creu que alguns exemplars encara perduren a les muntanyes Paektusan, a Corea del Nord. Alguns tigres viuen a les muntanyes de Changbai de la província de Jilin (Xina), així com als boscos septentrionals de la província de Heilongjiang i l'óblast de l'Amur (Extrem Orient de Rússia).

## Conservació

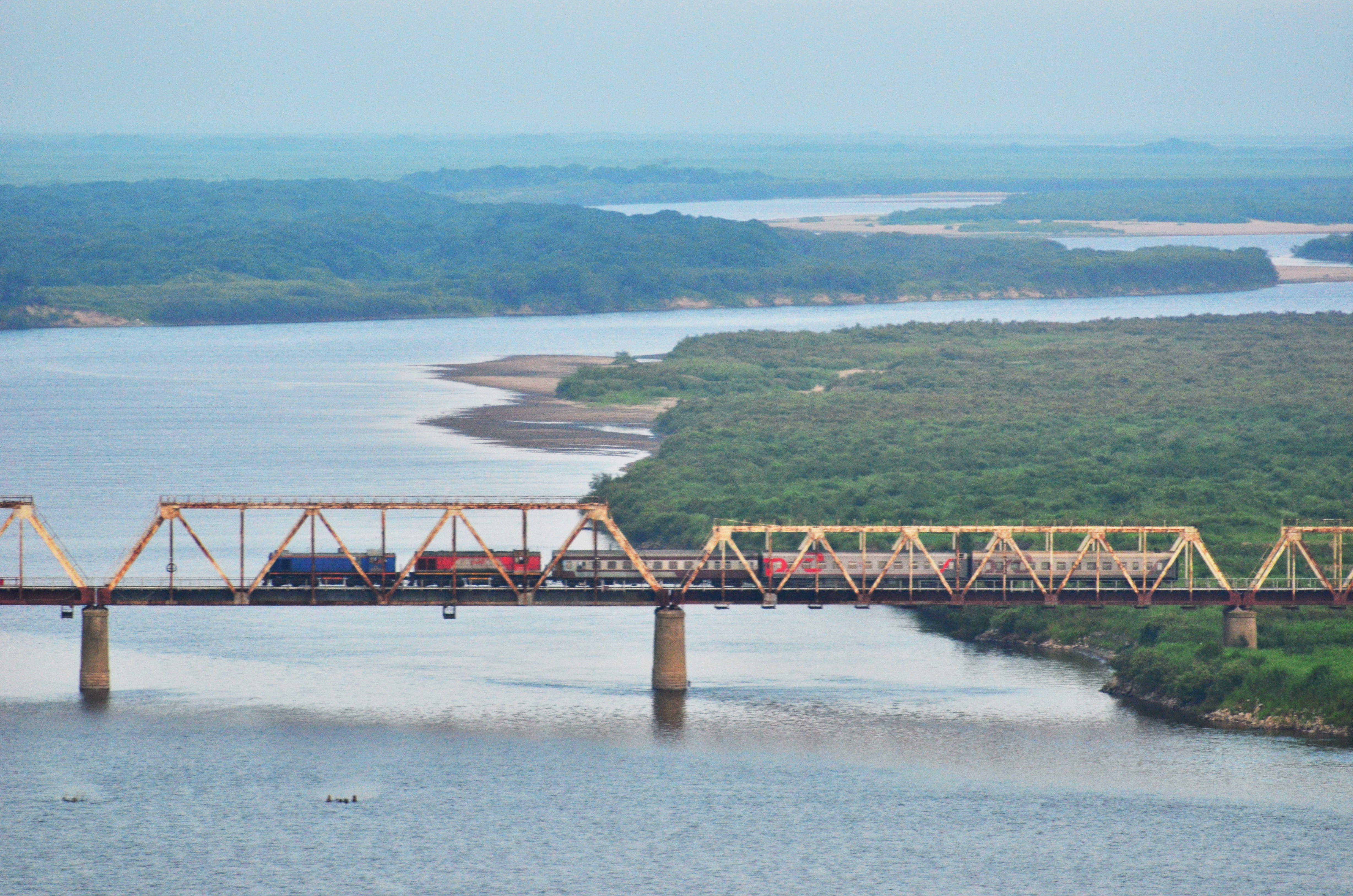
Boscos en el curs baix del Riu Tumànnaia, amb el pont que uneix Rússia i la República Popular Democràtica de Corea.

En les últimes dècades, la intensa explotació de la fusta ha canviat radicalment la composició de la majoria d'aquests boscos. La indústria de la fusta, els incendis i la recol·lecció incontrolada també han reduït significativament el nombre de plantes de ginseng, que han esdevingut molt rares o fins i tot han desaparegut de la major part d'aquesta ecoregió.
Les àrees protegides d'aquesta ecoregió inclouen la Reserva Natural Nacional Baishi Lazi (74 km²) a la província de Liaoning i Mudanfeng (195 km²) a la província de Heilongjiang; ambdues alberguen boscos primaris ben conservats de Pinus koraiensis i espècies de fulla ampla associades. Entre els mamífers presents aquí hi ha la marta gibelina, l'os esfondrat (Ursus thibetanus) i la llúdriga (Lutra lutra). La reserva natural nacional de Laotudingzi (152 km²) acull boscos primaris de teixos (Taxus cuspidata), una espècie del sotabosc caracteritzada per un tronc curt i una escorça finament ondulada i perfumada.
El geoparc nacional del llac Jingop (1200 km²), a la província de Heilongjiang, inclou boscos mixtos d'arbres de coníferes (Pinus densiflora i Larix spp.) i arbres de fulla ampla (Acer spp.i Quercus spp.). Un gran nombre de peixos viuen a Jingbo, un llac volcànic, però la fauna d'aus de la regió no sembla particularment rica. Els turons baixos dels voltants es veuen afectats per les activitats humanes, però la seva coberta arbustiva proporciona un hàbitat favorable als tigres. A més d'uns quants tigres, el geoparc allotja mamífers com el lleopard, el linx nòrdic, el cérvol mesquer comú, el uapití, el sika i el gòral cuallarg.